# 95179 Berkó
(95179) Berkó, denumire internațională (95179) Berko, este un asteroid din centura principală de asteroizi.

## Descriere
95179 Berkó este un asteroid din centura principală de asteroizi. A fost descoperit pe 16 ianuarie 2002 la Piszkesteto de Krisztián Sárneczky și Zsuzsanna Heiner. Asteroidul prezintă o orbită caracterizată de o semiaxă mare de 2,39 ua, o excentricitate de 0,20 și o înclinație de 1,8° în raport cu ecliptica.